# Natschikinskoje-See
Der Natschikinskoje-See (russisch Начи́кинское озеро) befindet sich im Süden der Kamtschatka-Halbinsel im Fernen Osten Russlands.
Der 348 m hoch gelegene See liegt 50 km westlich der Stadt Petropawlowsk-Kamtschatski im Landesinneren der Kamtschatka-Halbinsel. Der Natschikinskoje-See ist glazialen Ursprungs. Er besitzt in NNW-SSO-Richtung eine Längsausdehnung von 6,1 km sowie eine maximale Breite von 2,6 km. Die Wasserfläche beträgt 7,28 km². Die Plotnikowa entwässert den See an dessen nördlichem Ende zur Bolschaja, die ins Ochotskische Meer mündet. Das Einzugsgebiet des Sees umfasst 202 km². Der See ist ein Laichgewässer verschiedener Lachsarten wie Rotlachs, Silberlachs und Buckellachs.